# Vieux-Longueuil
Pour l'arrondissement municipal, voir Le Vieux-Longueuil.

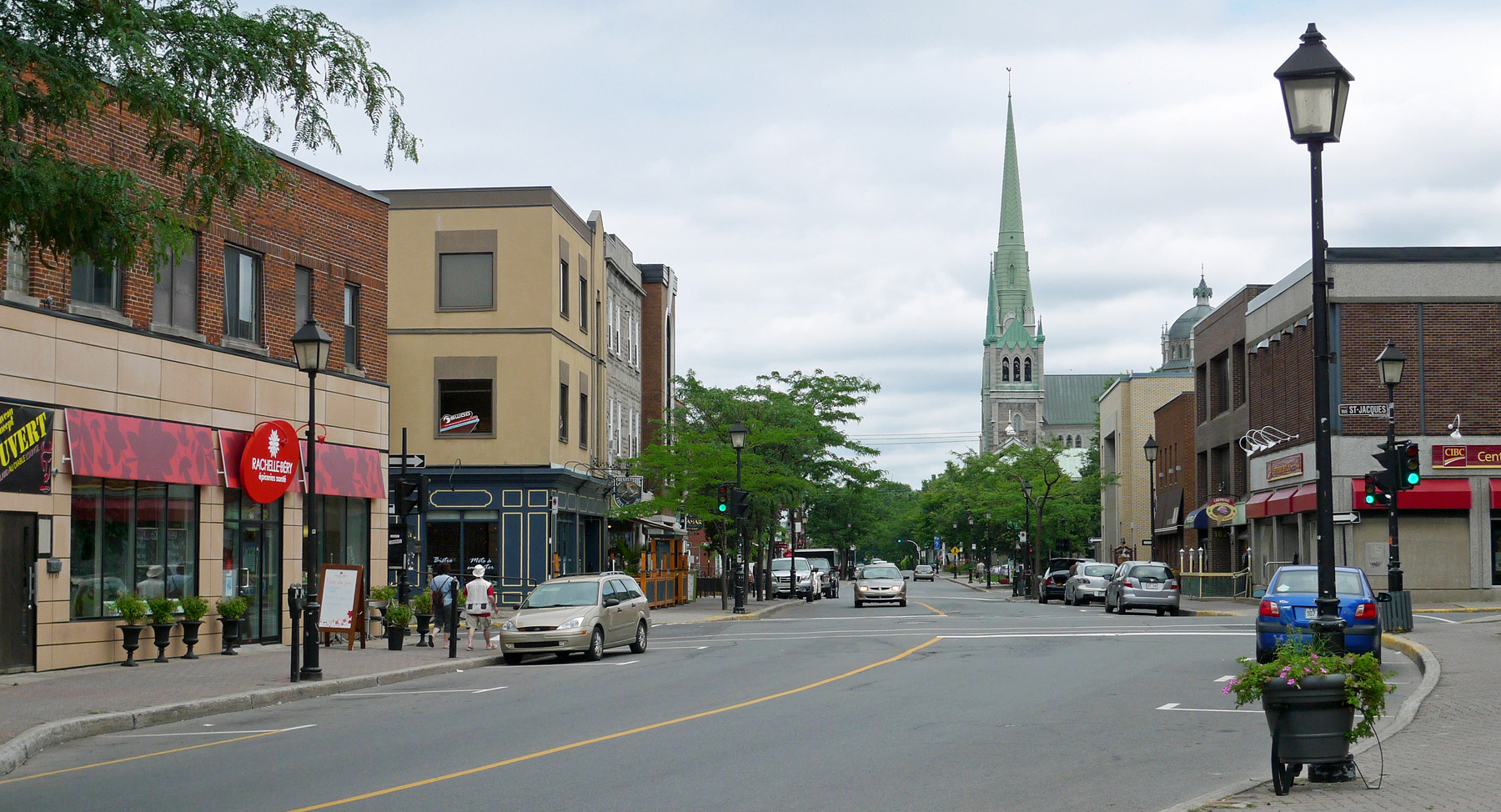
Rue Saint-Charles à Longueuil.

Le Vieux-Longueuil est un quartier historique situé dans l'arrondissement du Vieux-Longueuil de la ville de Longueuil au Québec (Canada). Il comprend la ville de Longueuil d'avant la fusion de 1961 ainsi que l'ancien territoire de Montréal-Sud. 
Le Vieux-Longueuil a été cité comme site patrimonial par la ville de Longueuil en 1993. La zone comprend 955 immeubles dont 455 ont un fort potentiel patrimonial. Il comprend entre autres la co-cathédrale Saint-Antoine-de-Padoue, la maison Marie-Rose-Durocher et la maison Lamarre, tous trois classés immeubles patrimoniaux. Il inclut aussi un lieu historique national, soit les ruines du fort Longueuil.